# Inwersja chromosomowa
Inwersja chromosomowa – rodzaj mutacji, pojawiającej się w genomie, w wyniku której chromosom ulega pęknięciu w dwóch miejscach, a powstały swobodny fragment ulega przed ponownym wbudowaniem do chromosomu odwróceniu o 180°.
Wyróżnia się następujące rodzaje inwersji:
- inwersja paracentryczna,
- inwersja pericentryczna.